# Анђелија Стојановић
Анђелија Стојановић (Београд, 12. новембар 1987) је српска шахисткиња која носи титуле ФИДЕ велемајстора (2007) и ФИДЕ тренера (2015). Трострука је Првакиња Србије у шаху (2007, 2008, 2010).

## Биографија
Анђелија Стојановић је на Првенству Србије у шаху за жене поред  три златне (2007, 2008, 2010) освојила и две сребрне медаље (2011, 2012).
Стојановић је играла за Србију на четири шаховске олимпијаде:
- 2008. на 38. шаховској олимпијади у Дрездену играла је на трећој табли. Одиграла је 11 партија и имала је четири победе и седам ремија.
- 2010. на 39. шаховској олимпијади у Ханти-Мансијску играла је на трећој табли. Одиграла је 11 партија и имала је шест победа, три ремија и два пораза.
- 2012. на 40. шаховској олимпијади у Истанбулу играла је на трећој табли. Одиграла је десет партија и имала је четири победе, четири ремија и два пораза.
- 2014. на 41. шаховској олимпијади у Тромсеу играла је на трећој табли. Одиграла је десет партија и имала је три победе, три ремија и четири пораза.

Стојановић је играла за Србију на Европском екипном првенству у шаху:
- 2007. на 7. Европском екипном првенству у шаху у Ираклионуиграла је на четвртој табли. Одиграла је 10 партија и имала четири победе, два ремија и два пораза.
- 2009. на 8. Европском екипном првенству у шаху у Новом Саду играла је на трећој табли. Одиграла је седам партија и имала три победе, два ремија и два пораза.
- 2011. на 9. Европском екипном првенству у шаху у Порто Карасу играла је на трећој табли. Одиграла је седам партија и имала три победе, три ремија и један пораз.
- 2013. на 10. Европском екипном првенству у шаху у Варшави играла је на четвртој табли. Одиграла је шест партија и имала једну победу, четири ремија и један пораз.
- 2015. на 11. Европском екипном првенству у шаху у Рејкјавику играла је на првој табли. Одиграла је пет партија и имала једну победу, три ремија и три пораза.

Стојановић је играла за Југославију на Европском екипном првенству у шаху за јуниорке узраста до 18 година:
- 2000. на 1. Европском У18 екипном шаховском првенству у Балатонлелу играла је на другој табли. Имала је један реми и два пораза.
- 2003. на 4. Европском У18 екипном шаховском првенству у Балатонлелу играла је на другој табли и освојила је екипно сребрну медаљу. Имала је два ремија и по једну победу и пораз.
- 2004. на 5. Европском У18 екипном првенству у шаху у Београду играла је на другој табли и освојила је екипно златну и појединачну бронзану медаљу.  Имала је три победе и један пораз.

Анђелија Стојановић је 2006. добила титулу међународног мајстора ФИДЕ, а 2007. добила је титулу женског велемајстора. 2015. постала је сертификовани ФИДЕ тренер.